# Бангладешско-пакистанские отношения
Бангладешско-пакистанские отношения — двусторонние дипломатические отношения между Бангладеш и Пакистаном. Бангладеш был частью Пакистана с 1947 по 1971 год, затем получил независимость после кровопролитной народно-освободительной войны. В рамках Шимлского соглашения, Индия предпринимала меры, чтобы Пакистан признал независимость Бангладеш. Пакистан обратился к КНР с просьбой заблокировать вступление Бангладеш в Организацию Объединённых Наций до 1974 года. Индия, тем временем, прикладывала усилия, чтобы помочь добиться международного признания Бангладеш. К концу марта 1973 года 98 стран признали Бангладеш. В 1974 году Пакистан признал Бангладеш после того, как стало оказываться давление со стороны других мусульманских стран, особенно арабских государств. Муджибур Рахман заявил, что он будет присутствовать на конференции ОИК в Лахоре, только если Пакистан признает Бангладеш. Пакистан установил полные дипломатические отношения с Бангладеш 18 января 1976 года.

## Независимость Бангладеш от Пакистана
С 1947 по 1971 год Бангладеш был частью Пакистана: как Восточная Бенгалия до 1955 года, а с 1955 по 1971 как Восточный Пакистан. Отношения между двумя провинциями (Западным и Восточным Пакистаном) стали напряжёнными в связи с отсутствием официального признания бенгальского языка, демократии, региональной автономии, неравномерным распределением ресурсов, этнической дискриминации и неэффективных усилий центрального правительства по ликвидации последствий циклона Бхола, который нанёс серьёзный урон в Восточном Пакистане. Из-за этих противоречий начались народные волнения в Восточном Пакистане, которые в конечном итоге вылились в гражданскую войну и независимость провинции. В марте 1971 года пакистанская армия начала операцию «Прожектор», целью которой было устранение интеллигенции Восточного Пакистана, политических активистов, индуистов и представителей других меньшинств. Количество убитых бенгальцев пакистанскими солдатами остаётся спорным: по разным оценкам, от 300 тысяч до 3 миллионов человек погибли; около 8-10 миллионов человек стали беженцами в Индии. Многие полицейские и солдаты бенгальского происхождения взбунтовались и сформировали партизанские силы — Мукти-бахини, которым помогали Индия и Советский Союз. Когда была объявлена война между Индией и Пакистаном в декабре 1971 года, индийская армия нанесла поражение пакистанским вооружённым подразделениям в Восточном Пакистане и независимое государство Бангладеш было образовано.

## Установление и развитие двусторонних отношений
Пакистан и его союзники, такие как Китайская Народная Республика, отказались признать независимость Бангладеш, который в свою очередь, потребовал извинений у пакистанского руководства за военные преступления, совершенные вооружёнными силами Пакистана. Пакистан вышел из Содружества наций в 1972 году в знак протеста против признания Бангладеш этой организацией. В 1975 году обе страны обсуждали ситуацию о внешнем долге когда-то единого государства. Бангладеш и Пакистан пришли к решению поделить долг, а также все внешние займы и кредиты пополам. Отношения значительно улучшились при военных режимах Зиаура Рахмана и Хуссейна Мохаммада Эршада в Бангладеш, которые отдалились от традиционного союзника — Индии.
Когда встал вопрос о вступлении Бангладеш в ООН, КНР, по просьбе Пакистана, в первый раз воспользовалась своим правом вето. Это помогло Пакистану вернуть своих военнопленных. Пять пакистанских глав правительств были с официальными визитами в Бангладеш с 1980 года, что привело к установлению торговых и культурных отношений. Общая озабоченность по поводу региональной роли Индии оказали влияние на стратегическое сотрудничество этих двух стран. Пакистан осуществил продажу нескольких эскадрилий Shenyang J-6 Военно-воздушным силам Бангладеш в конце 1980 года, однако они все были уничтожены во время очередного циклона.

## Торговые отношения
В 2010 году объём товарооборота составлял сумму 340 млн. долларов США, который является незначительным (с учётом общей численности населения этих двух стран). Инвестиции из Пакистана в Бангладеш идут в текстильную промышленность и энергетику. В 2016 году Бангладеш экспортировал в Пакистан товаров на сумму 47,7 млн долларов США. Экспорт Бангладеш в Пакистан: тканые одежды, трикотаж, текстиль, сельскохозяйственная продукция, кожа и изделия из кожи, обувь, джут. В 2016 году Пакистан экспортировал товаров в Бангладеш на сумму 507,5 млн долларов США. Экспорт Пакистана в Бангладеш: хлопок, хлопчатобумажная пряжа и нитки, хлопчатобумажные ткани, искусственные волокна, ткани трикотажные и вязаные, шкуры и кожа, котлы, машины и механические приборы, минеральные масла и продукты, пластмассы и изделия из них.

## Бихари
Продолжается спор о статусе и возвращении бихари в Пакистан. Насчитывается около 540 тысяч человек из этой общины, которые переехали в Восточный Пакистан из индийского штата Бихар после раздела Индии в 1947 году. Во время освободительной войны, эта община поддерживала действия центрального пакистанского правительства, а затем хотела эмигрировать в Пакистан, который проиграл эту войну. К 1982 году около 127.000 человек были репатриированы в Пакистан, а около 250 тысяч человек по-прежнему требует репатриации из Бангладеш. В 1985 году был достигнут определённый прогресс в этой области, когда президент Пакистана Мухаммед Зия-уль-Хак согласился принять бихари. В 2002 году Первез Мушарраф посетил Бангладеш и подписал несколько двусторонних соглашений, но заявил, что эмиграция оставшихся бихари в Пакистан невозможна в настоящее время.